# Wietnam na Letnich Igrzyskach Olimpijskich 1988
Wietnam na Letnich Igrzyskach Olimpijskich 1988 – reprezentowało dziewięcioro zawodników. Był to drugi występ reprezentacji Wietnamu na letnich igrzyskach olimpijskich (nie licząc występów Wietnamu Południowego).

## Skład kadry

### Boks
Mężczyźni
- Ðặng Hiếu Hiền – waga papierowa – 9. miejsce
- Đỗ Tiến Tuấn – waga półśrednia – 33. miejsce

### Kolarstwo
Mężczyźni
- Huỳnh Châu – wyścig indywidualny ze startu wspólnego – nie ukończył

### Lekkoatletyka
Mężczyźni
- Nguyễn Ðình Minh

100 metrów – odpadł w eliminacjach
200 metrów – odpadł w eliminacjach
- Nguyễn Văn Thuyết – maraton – 97. miejsce

### Pływanie
Mężczyźni
- Quách Hoài Nam

100 metrów st. klasycznym – 54. miejsce
200 metrów st. klasycznym – 50. miejsce
Kobiety
- Nguyễn Kiều Oanh

100 metrów st. motylkowym – 34. miejsce
200 metrów st. motylkowym – 27. miejsce

### Strzelectwo
Mężczyźni
- Nguyễn Quốc Cường – pistolet szybkostrzelny 25 m – 13. miejsce,

### Zapasy
Mężczyźni
- Nguyễn Kim Hương – waga musza, styl wolny – niesklasyfikowany